# 自由の像

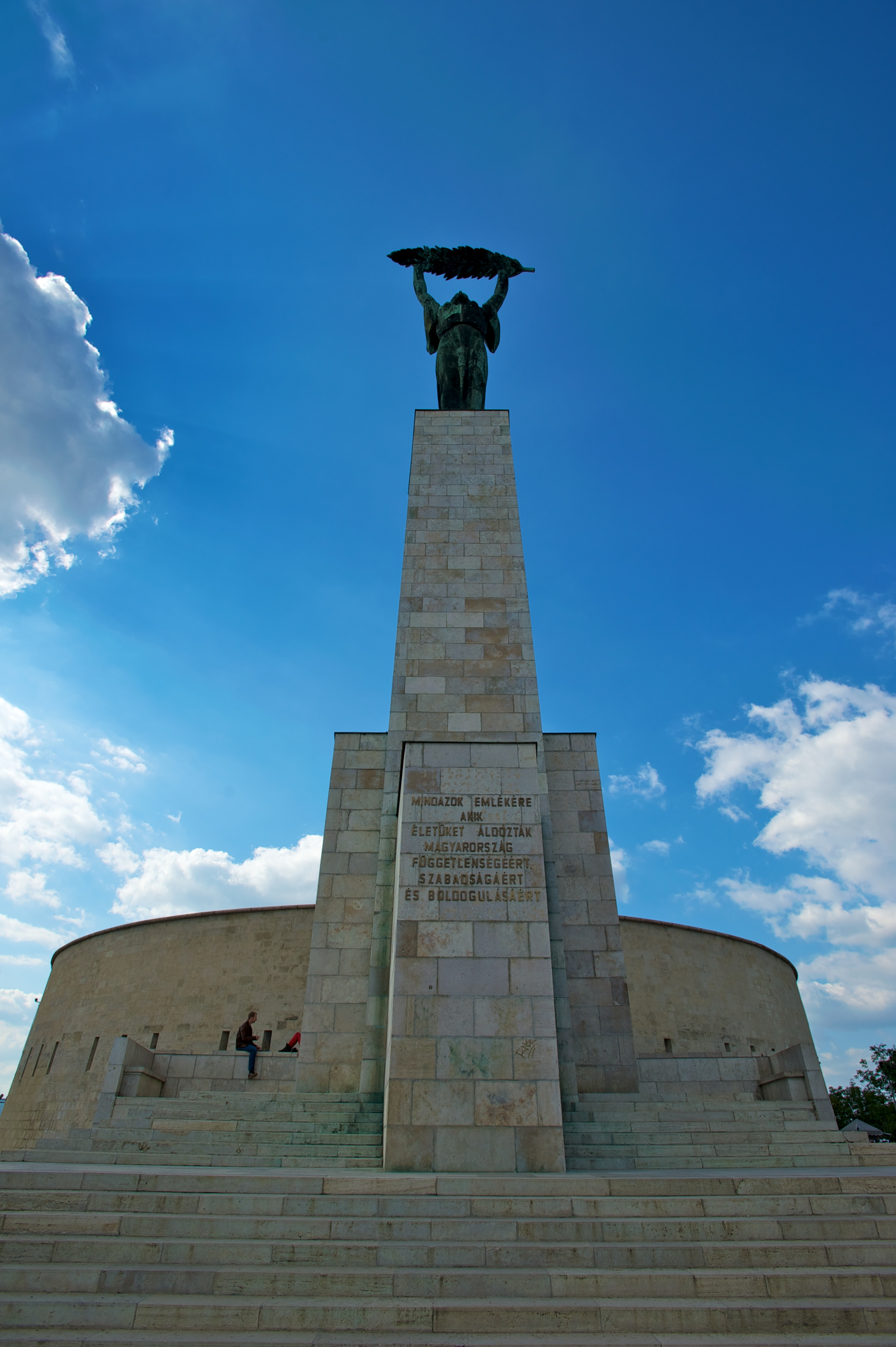
自由の像

自由の像（洪:Szabadság-szobor [ˈsɒbɒtt͡ʃɑ̈ːksobor]、サバッチャーグ像とも）とは、ハンガリーブダペストのブダ地区、ゲッレールト山の山頂に位置する像である。
ハンガリー語の szabadság [ˈsɒbɒtt͡ʃɑ̈ːɡ]（サバッチャーグ）は「自由」、szobor [ˈsobor]（ソボル）は「像」の意。ただしSzabadság-szobor と表記すると、szabadság の語末の有声子音の g が続く szobor の無声子音に同化して無声化するため、実際の発音は「サバッチャークソボル」[ˈsɒbɒtt͡ʃɑ̈ːksobor] となる。
初めてこの像が作られたのは1947年で第二次世界大戦中のソビエト連邦の侵攻の記憶として建てられた。
14mの高さを有すこの銅像は26mの高さの台座の上に建っており、ヤシの葉を持っている。二つの小さな像が台の周りに存在しており、この二つを含む像は一時期メメント・パークに所在していた。この像はキシュファルディ・スツローブル・シグモンドによってデザインされ、彼によるとこのデザインはホルティ・イシュトヴァーンの記念として作られたが、ソビエト連邦の修正によりヤシの葉が人間の子供に取って代られている事に気付いたと言う。
ソ連の赤軍による枢軸国ハンガリー王国の占領は、占領軍の立場から「解放」だということにされ、この“解放記念像”の建設に際しては、記念碑にハンガリー語とロシア語で以下の様に記銘された。

A FELSZABADÍTÓ

SZOVJET HŐSÖK

EMLÉKÉRE

A HÁLÁS MAGYAR NÉP

1945

解放者である

ソビエトの英雄達を

記念して

感謝するハンガリー人民

1945年

1989年にハンガリーが社会主義体制から体制転換すると碑文も以下の様に改められた。

MINDAZOK EMLÉKÉRE

AKIK

ÉLETÜKET ÁLDOZTÁK

MAGYARORSZÁG

FÜGGETLENSÉGÉÉRT,

SZABADSÁGÁÉRT

ÉS BOLDOGULÁSÁÉRT

ハンガリーの

独立と

自由と

幸福のために

命を捧げた

者達

全てを記念して

## ギャラリー

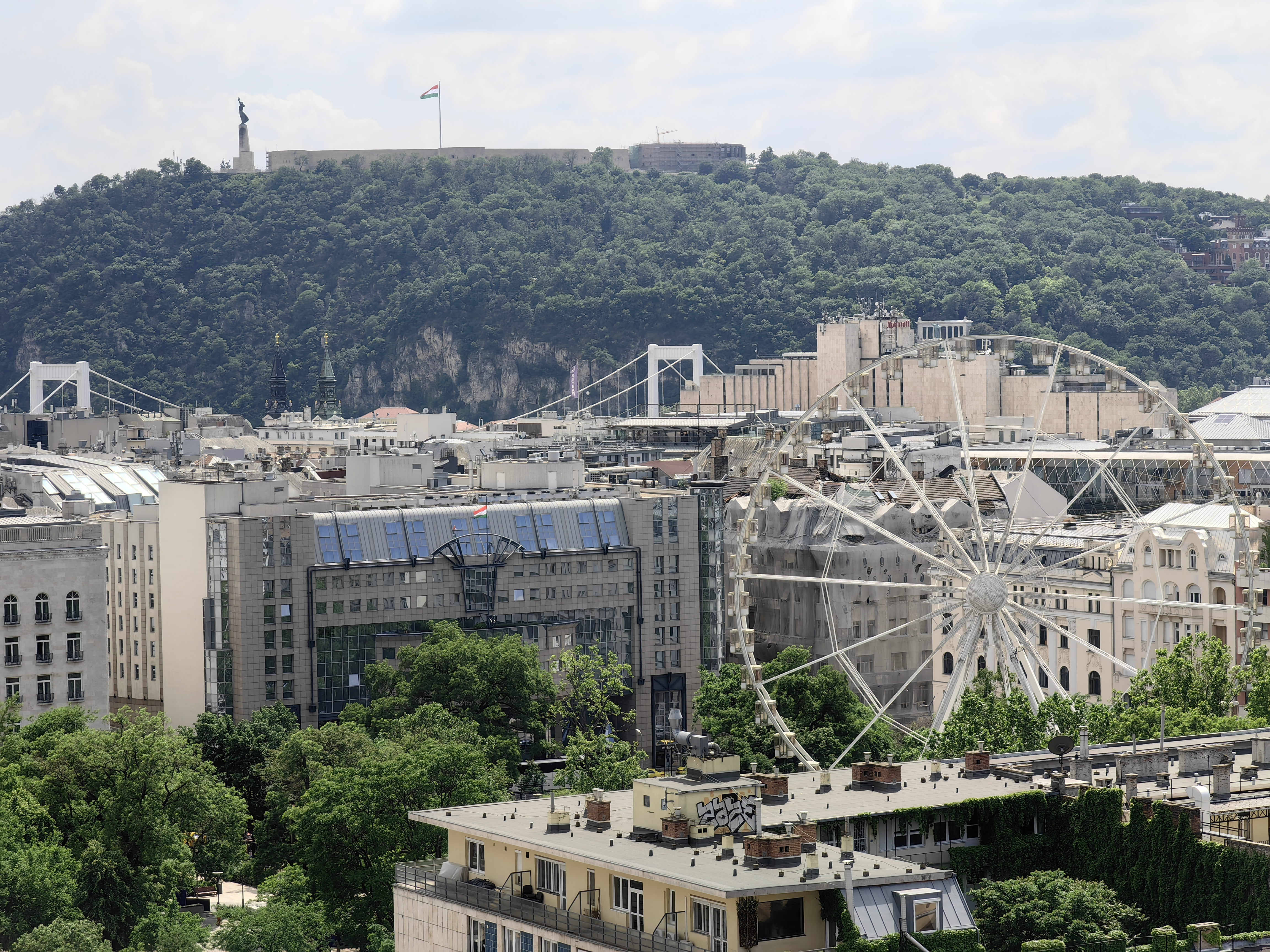
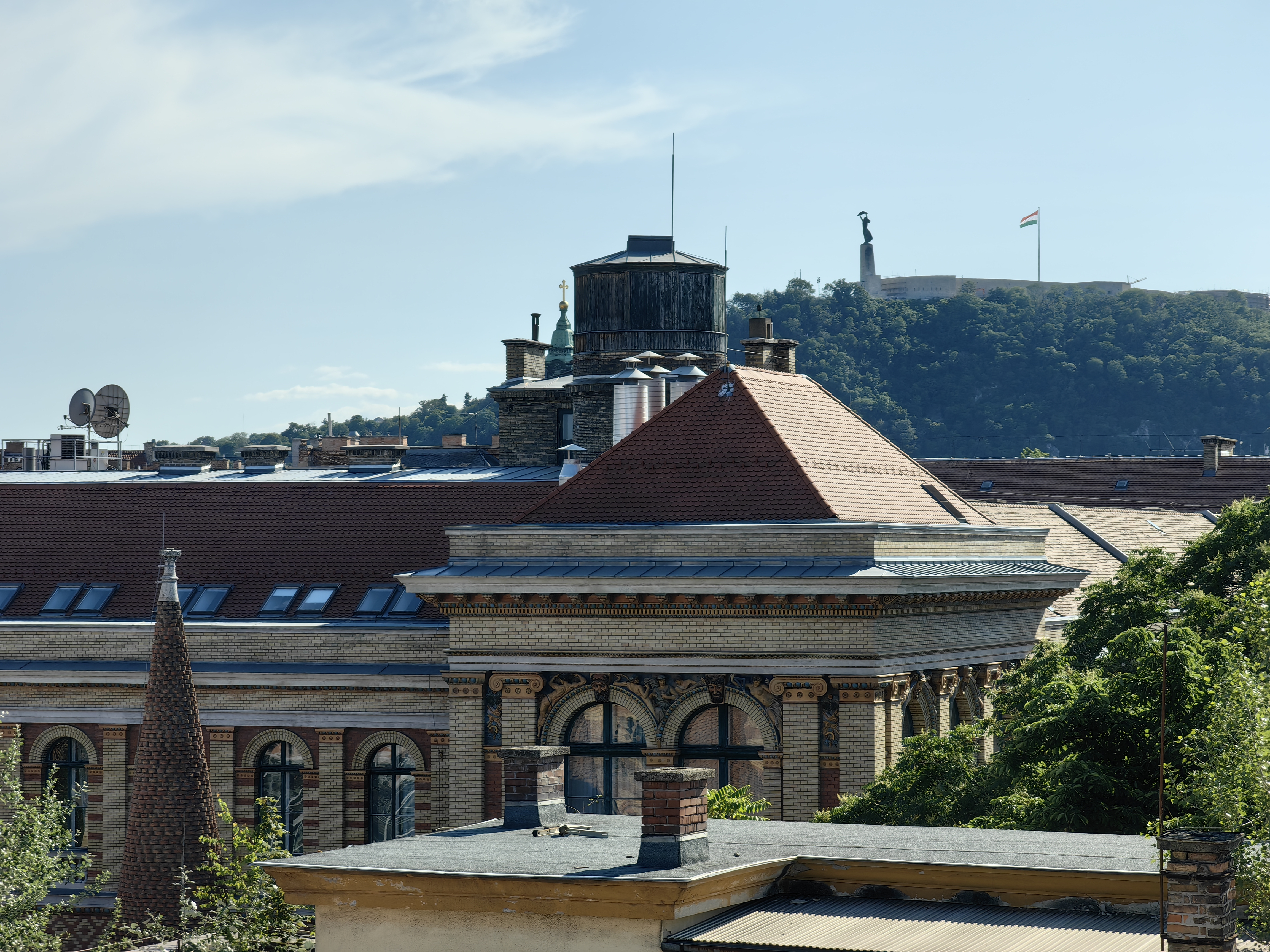
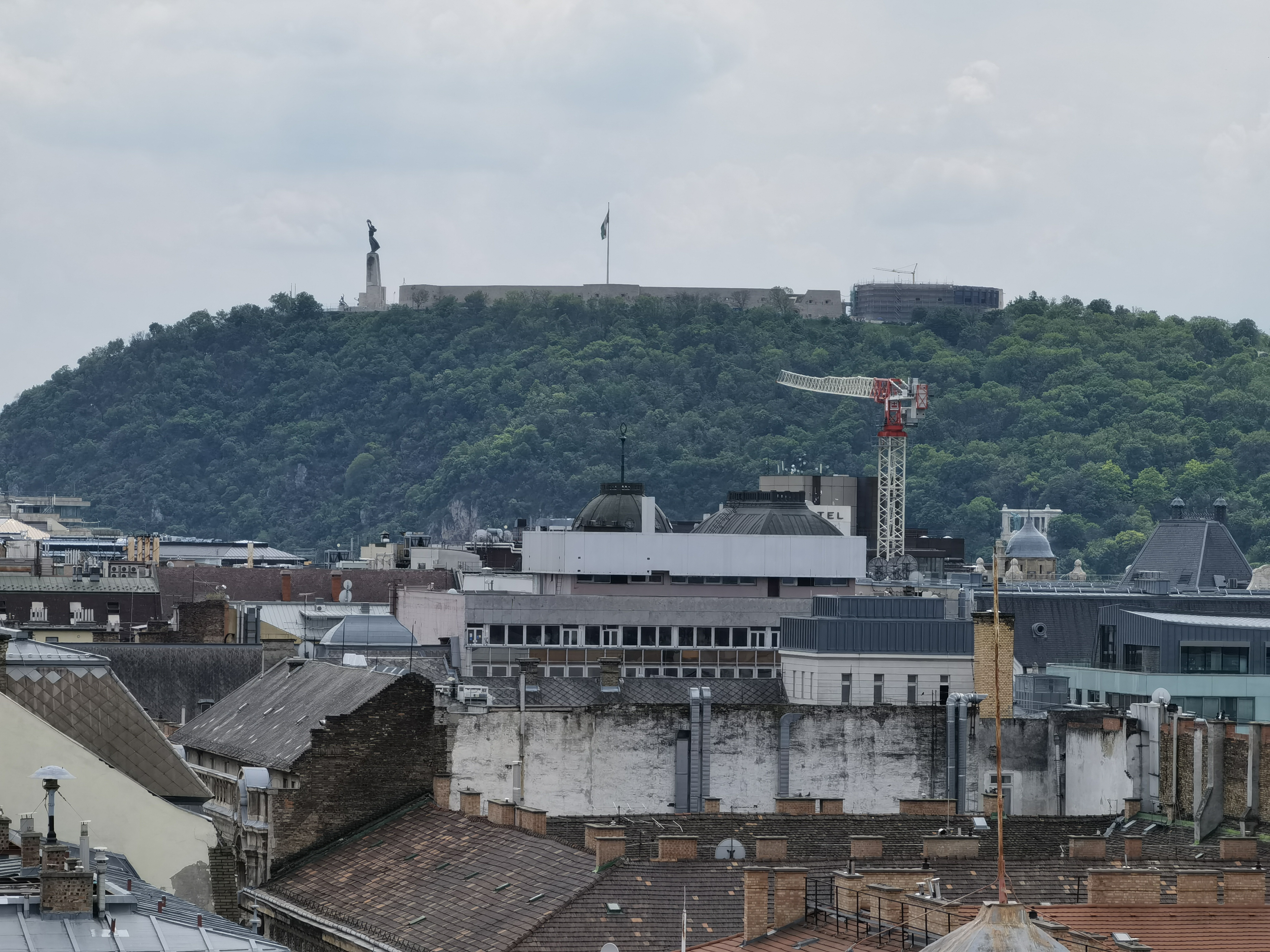
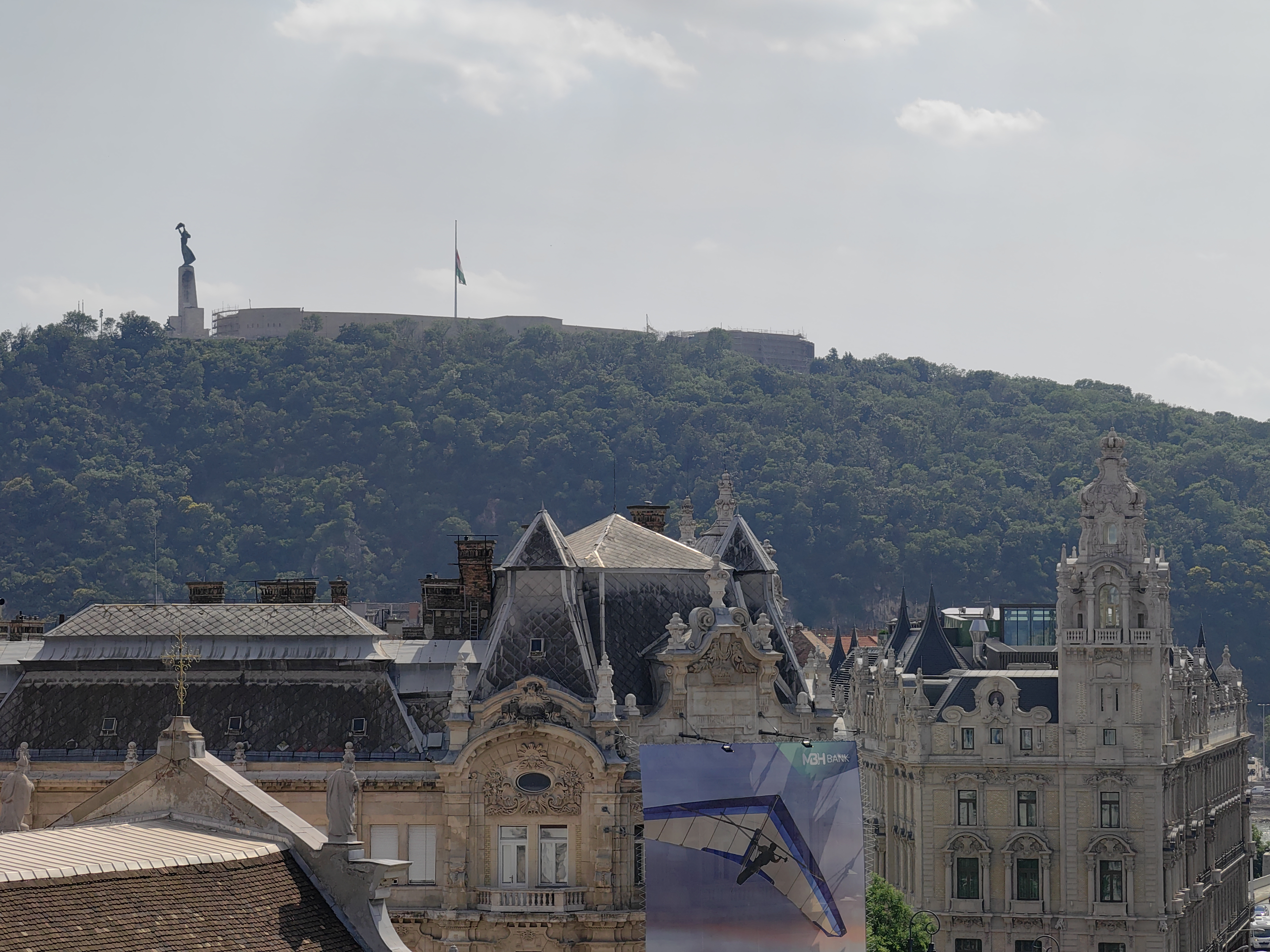
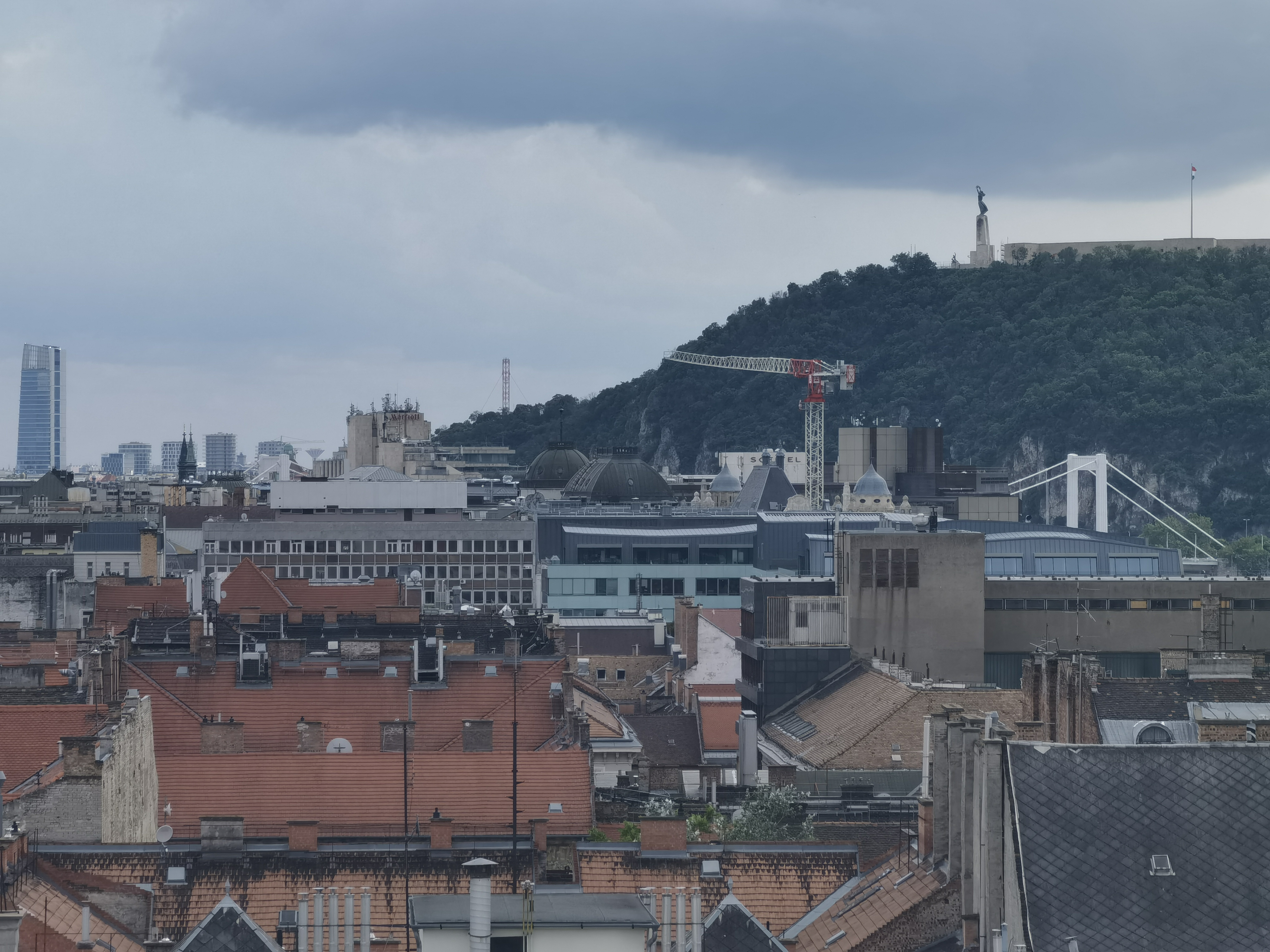
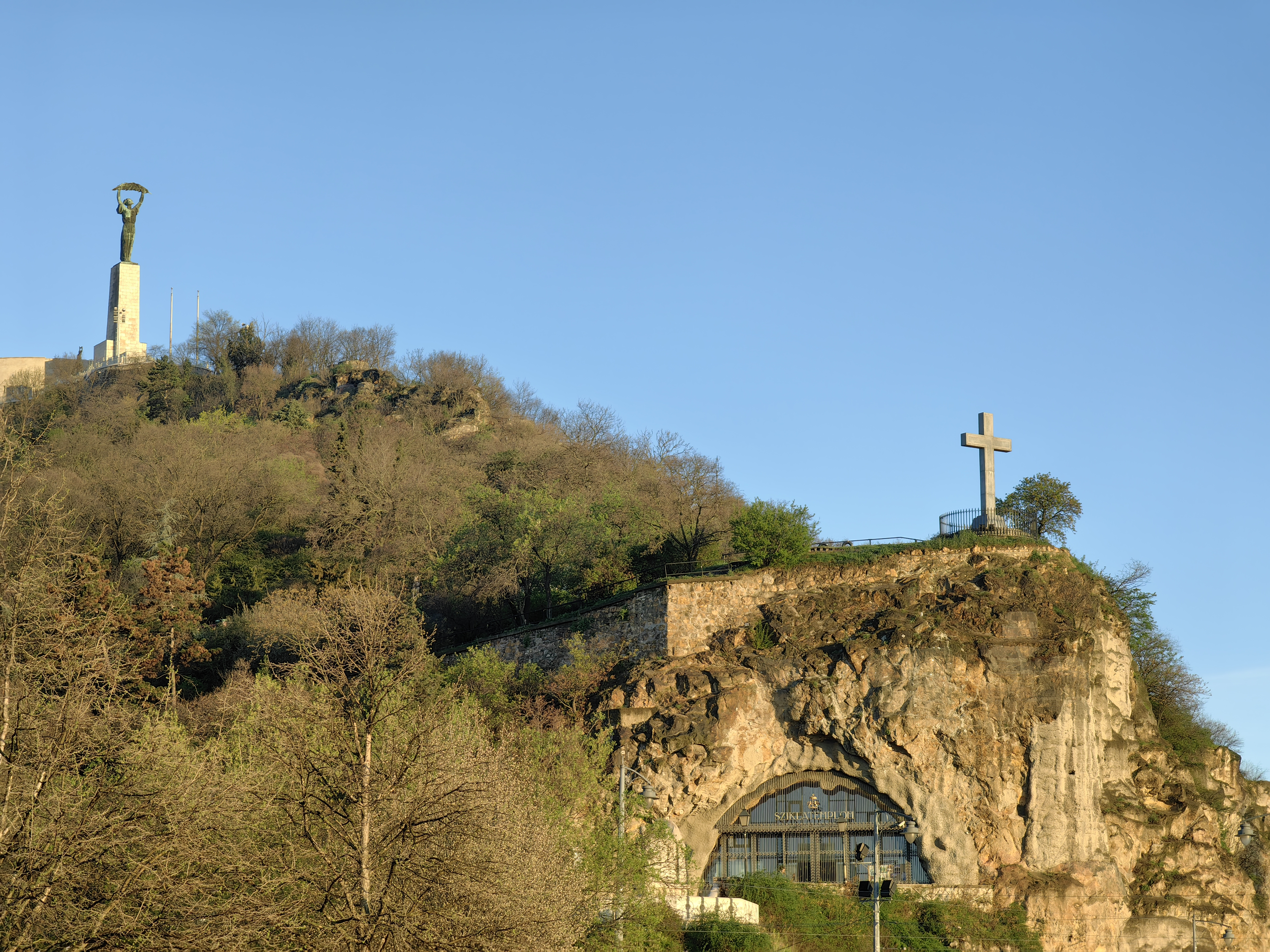
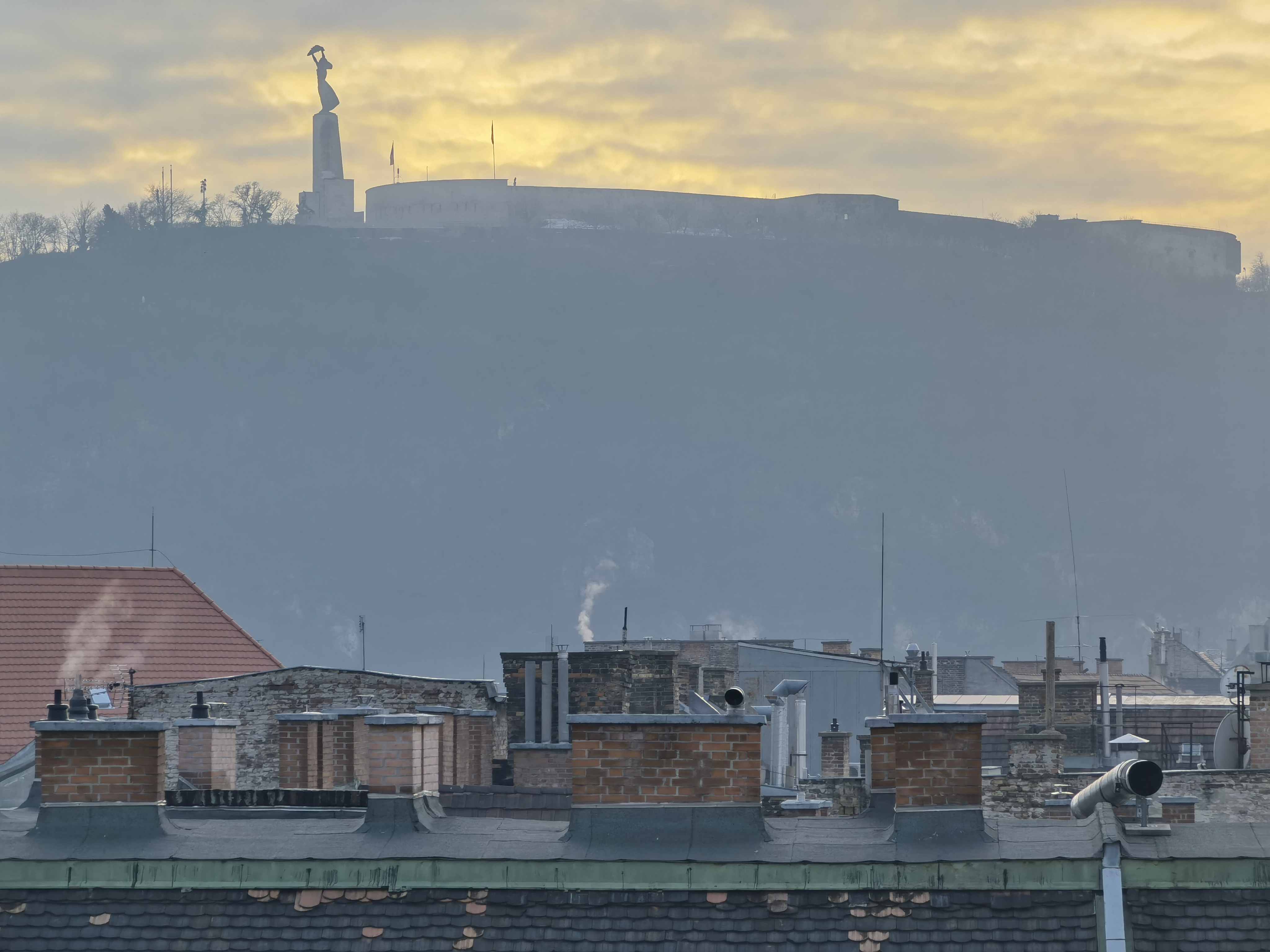
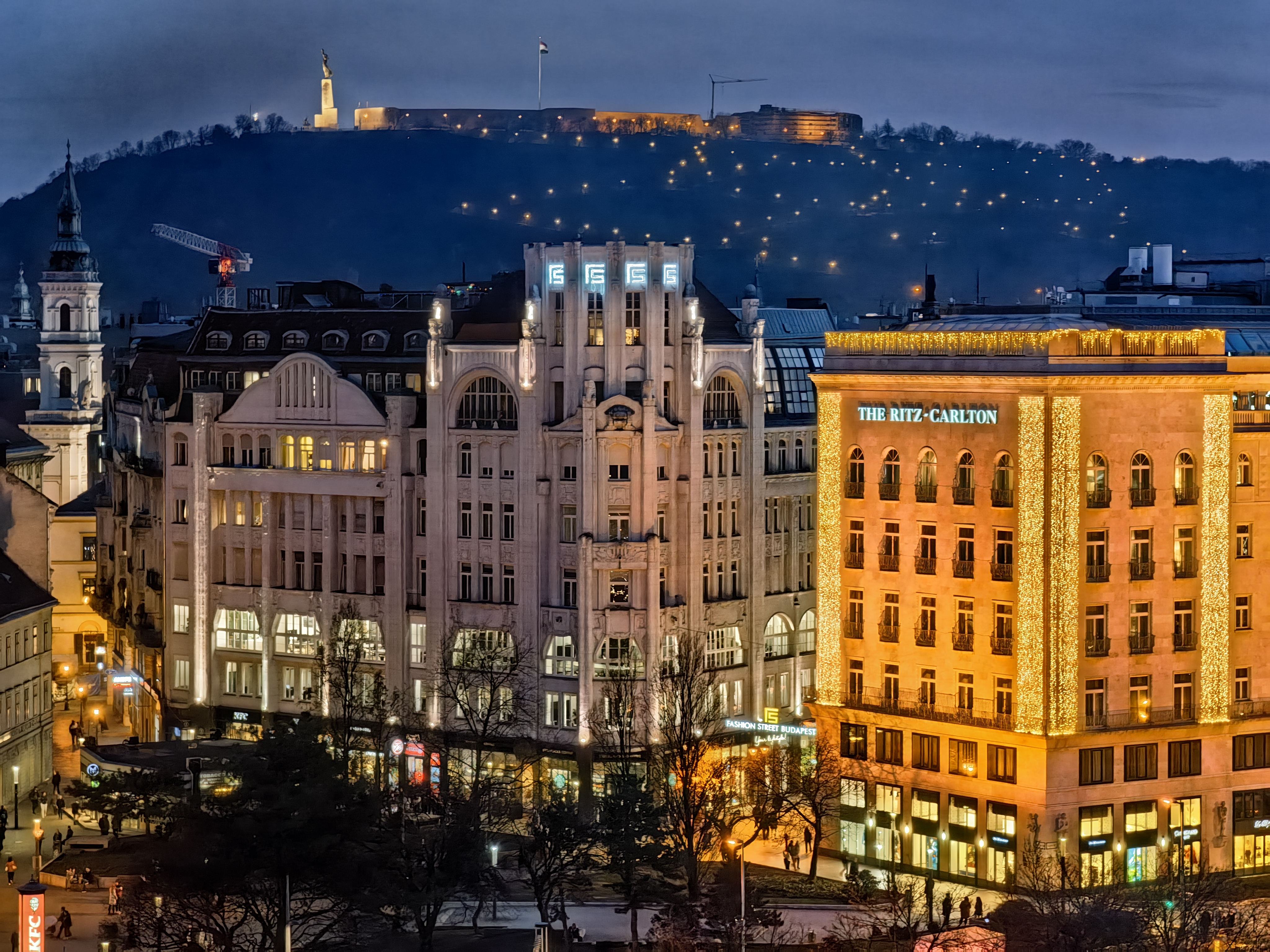
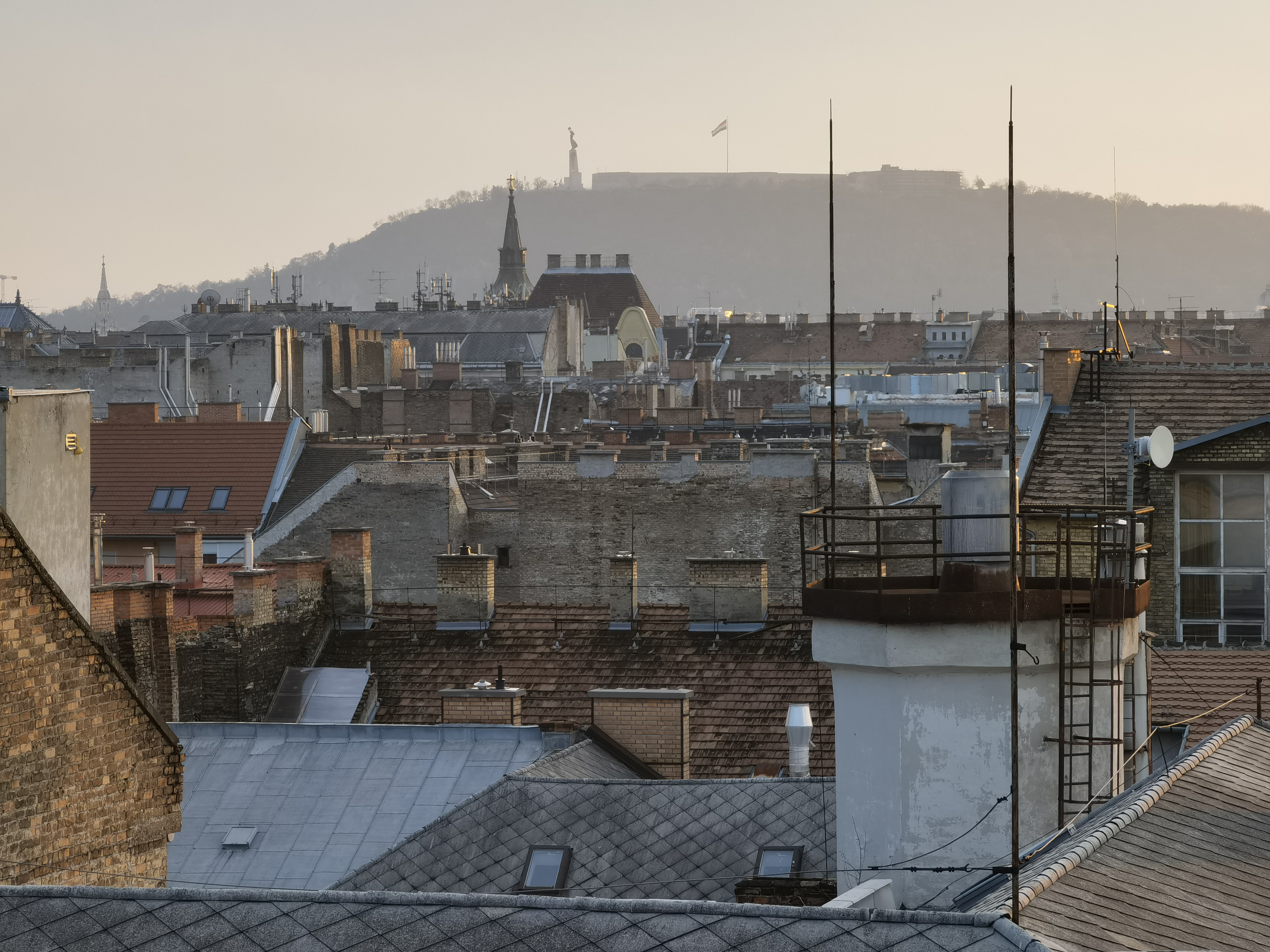
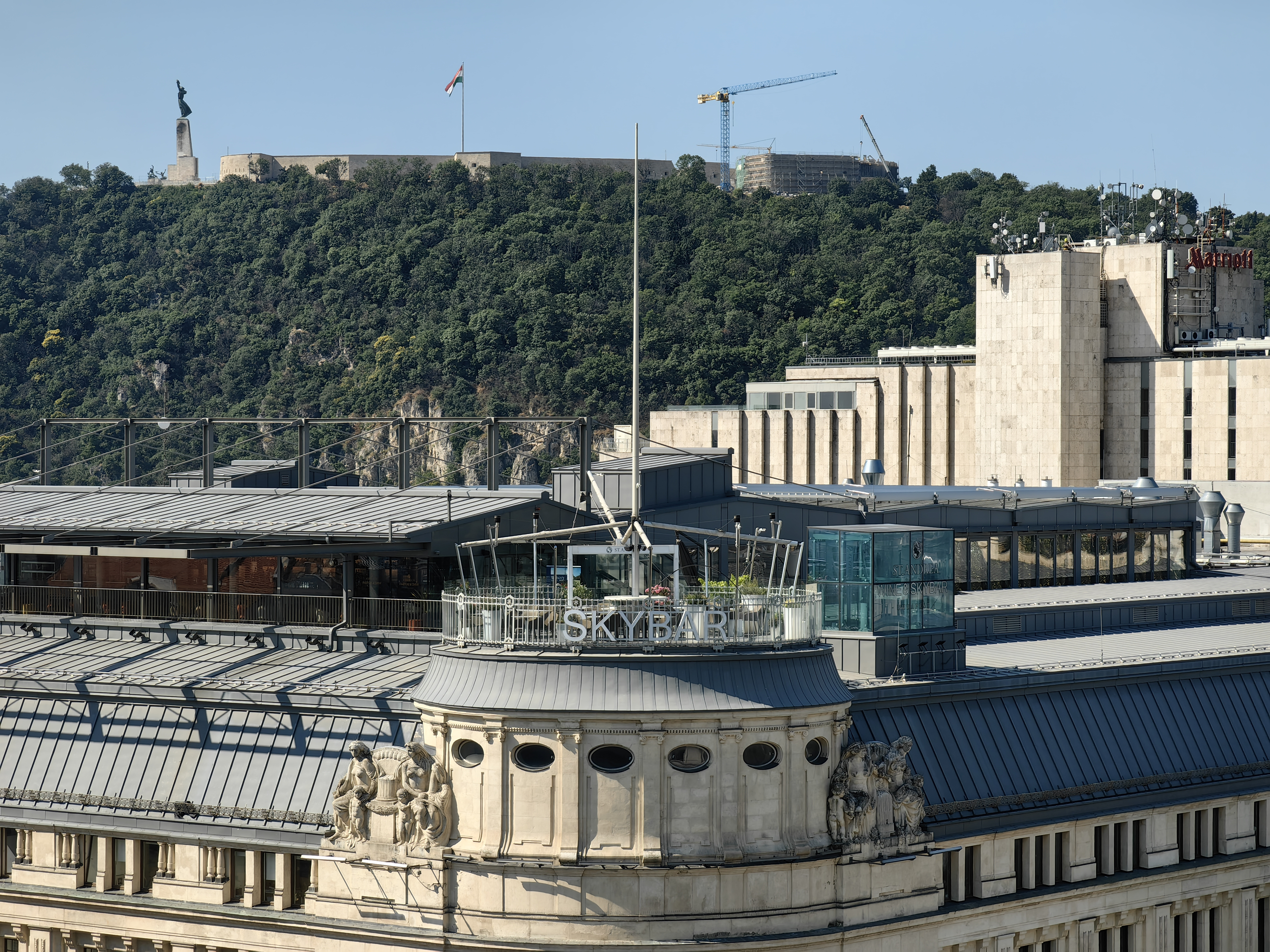
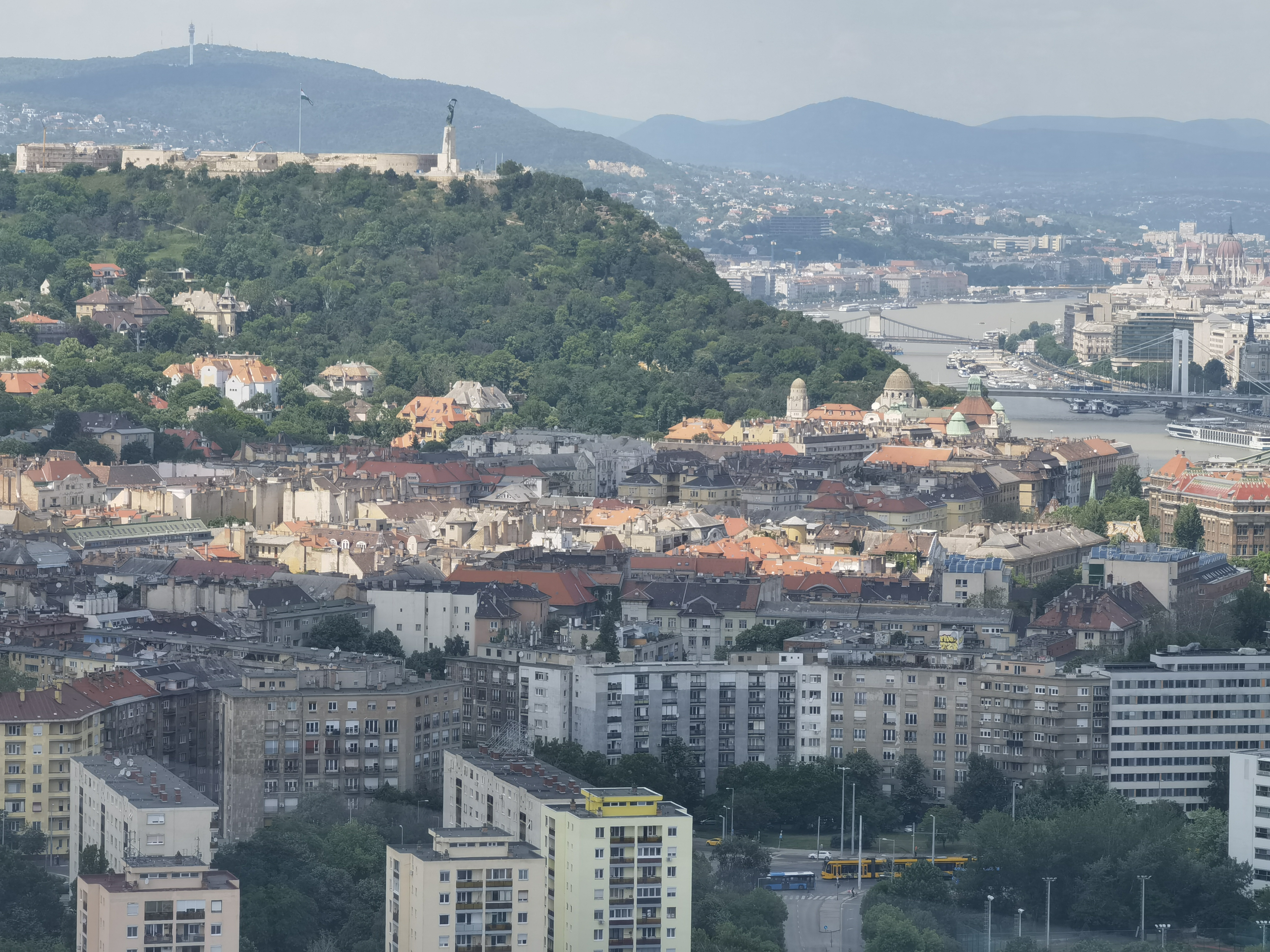